# Poikilospermum acuminatum
Poikilospermum acuminatum är en nässelväxtart som först beskrevs av Trec., och fick sitt nu gällande namn av Elmer Drew Merrill. Poikilospermum acuminatum ingår i släktet Poikilospermum och familjen nässelväxter. Inga underarter finns listade i Catalogue of Life.